# Cylindrocolea nigerica
Cylindrocolea nigerica là một loài rêu tản trong họ Cephaloziellaceae. Loài này được (E.W. Jones) R.M. Schust. miêu tả khoa học lần đầu tiên năm 1971.